# 山﨑夕貴
山﨑 夕貴（やまさき ゆき、1987年8月4日 - ）は、フジテレビアナウンサー。

## 来歴
岡山県生まれ。身長162cm。 
岡山大学経済学部卒業。
学生時代は吹奏楽部に所属し、大学時代はうらじゃ踊りサークルとフットサルサークルに所属した。

岡山大学時代の2007年に、第25代倉敷小町（親善大使）に選ばれて活動していた経験を持つ。この時の仕事で出会った地元の放送局のアナウンサーに憧れたのがアナウンサーになったきっかけだった。
大学卒業後、2010年、フジテレビ入社。就職するまで上京したことがなかった。
2014年、オリコンの第11回「好きな女性アナウンサーランキング」で初めてランクインして10位。2015年の第12回では4位となった。2017年の第14回で9位。
2018年3月29日にお笑い芸人のおばたのお兄さんと結婚。
2018年8月、フジテレビ女性アナウンサー18人で結成する「お台場ワンガン娘‘18」に加入し、リーダーを務める。
2022年4月4日から、『バイキングMORE』の後番組の『ポップUP!』のMCを、かつて『めざましどようび』で共演していた佐野瑞樹と共同で担当。
2023年3月19日、『Mr.サンデー』にて第1子妊娠を報告。6月25日、『Mr.サンデー』を卒業し、産休に入る。8月27日、第1子男児を出産。

## 人物
趣味：紅茶好きで、週に2、3回は本格的に紅茶を入れている。
資格：英語検定2級、日本漢字能力検定2級、書道10段

### エピソード
自身が初代MCを担当した『ノンストップ!』の裏番組『あさイチ』（NHK総合テレビ）の初代キャスターを務めた有働由美子（元NHKアナウンサー）と何度か食事をしたことがある。
昔は保育士を目指していたことがある。

## 出演番組
レギュラー出演番組・キャスター名（地上波）
| 期間 | 期間    | 月・火曜日                                                      | 水曜日                                                          | 木曜日                                                          | 金曜日                                                          | 土曜日                                                                    | 日曜日                               |
| --- | ------- | --------------------------------------------------------------- | --------------------------------------------------------------- | --------------------------------------------------------------- | --------------------------------------------------------------- | ------------------------------------------------------------------------- | ------------------------------------ |
| 2010.10 | 2011.3  | （なし）                                                        | （なし）                                                        | めざにゅ〜 お天気キャスター                                     | めざにゅ〜 お天気キャスター                                     | めざましどようび エンタメキャスターめざましどようびメガ メーンキャスター1 | （なし）                             |
| 2011.4 | 2011.9  | （なし）                                                        | （なし）                                                        | めざましテレビ エンタメキャスター                               | めざましテレビ エンタメキャスター                               | めざましどようび エンタメキャスターめざましどようびメガ メーンキャスター1 | （なし）                             |
| 2011.10 | 2012.3  | （なし）                                                        | （なし）                                                        | めざましテレビ エンタメキャスター                               | めざましテレビ エンタメキャスター                               | めざましどようび エンタメキャスターめざましどようびメガ メーンキャスター1 | スーパーニュースWeekend ナレーション |
| 2012.4 | 2014.3  | めざましテレビ エンタメキャスターノンストップ! メーンキャスター | めざましテレビ エンタメキャスターノンストップ! メーンキャスター | めざましテレビ エンタメキャスターノンストップ! メーンキャスター | めざましテレビ エンタメキャスターノンストップ! メーンキャスター | （なし）                                                                  | （なし）                             |
| 2014.4 | 2018.3  | めざましテレビ エンタメキャスターノンストップ! メーンキャスター | ノンストップ! メーンキャスター                                  | ノンストップ! メーンキャスター                                  | ノンストップ! メーンキャスター                                  | （なし）                                                                  | （なし）                             |
| 2018.4 | 2021.3  | 情報プレゼンター とくダネ! サブ司会2                            | 情報プレゼンター とくダネ! サブ司会2                            | 情報プレゼンター とくダネ! サブ司会2                            | 情報プレゼンター とくダネ! サブ司会2                            | （なし）                                                                  | （なし）                             |
| 2021.4 | 2022.3  | （なし）                                                        | （なし）                                                        | （なし）                                                        | （なし）                                                        | （なし）                                                                  | （なし）                             |
| 2022.4 | 2022.12 | ポップUP! メーンキャスター                                      | ポップUP! メーンキャスター                                      | ポップUP! メーンキャスター                                      | ポップUP! メーンキャスター                                      | （なし）                                                                  | （なし）                             |
| 2013.1 | 2013.1  | （なし）                                                        | （なし）                                                        | （なし）                                                        | ぽかぽか ナレーション                                           | （なし）                                                                  | （なし）                             |
| 2023.2 | 2023.3  | （なし）                                                        | （なし）                                                        | （なし）                                                        | ぽかぽか ナレーション                                           | （なし）                                                                  | Mr.サンデー アシスタントキャスター3  |
| 2023.4 | 2023.64 | （なし）                                                        | （なし）                                                        | （なし）                                                        | （なし）                                                        | （なし）                                                                  | Mr.サンデー アシスタントキャスター3  |
| 備考 - 1杉崎美香の後任。 - 2梅津弥英子の後任。伊藤利尋と共同で担当。 - 32023年3月末日で、フジテレビを退社した1期後輩の三田友梨佳の後任。 - 4第1子妊娠のため、産休に入る。 |         |                                                                 |                                                                 |                                                                 |                                                                 |                                                                           |                                      |

### その他
- 人志松本の酒のツマミになる話（2021年4月2日 - ） - ナレーション
- TOKIOカケル（2013年2月13日 - ） - 「優しい言葉が世界を変える」進行役
- 爆笑そっくりものまね紅白歌合戦スペシャル （2013年10月29日 - ） - アシスタント司会（※特番）
- ワイドナショー（2014年4月6日 - ） - アシスタント司会

2014年4月6日 - 2015年3月29日までは、三田友梨佳と隔週で担当。2015年4月12日 - 2017年12月17日までは、秋元優里と隔週で担当。2018年1月14日 - 4月29日は秋元の出演休止に伴い、臨時で毎週担当。2018年5月6日以降は、久代萌美と隔週で担当。
- FNS番組対抗!オールスター春秋の祭典スペシャル（2017年10月2日 - ） - 進行（※特番）
- 『FNSの日26時間テレビ2010 超笑顔パレード 絆 爆笑!お台場合宿!!』

入社1年目の新人アナウンサーとしてグランドフィナーレでの提供読みを担当。
- 『FNS27時間テレビ めちゃ²デジッてるッ! 笑顔になれなきゃテレビじゃないじゃ〜ん!!』

『「パン」シリーズ』MCの経験がある生野陽子・加藤綾子・松村未央と山﨑の4名で、「めちゃデジ・スマイルズ」としてインフォメーションコーナー等を担当。
- くりぃむしちゅーの見たいTV（2004年9月21日・23日深夜放送）[要出典]
- めざましテレビ
  - （2010年8月9日 - 11日）お天気キャスターである長野美郷キャスターの代行出演。
  - （2010年12月6日 - 10日）情報キャスターである皆藤愛子の代行出演。
  - （2018年3月30日）卒業出演
- すぽると!（2010年9月22日）

平井理央の代行出演。
- 笑っていいとも!（2010年10月14日） - テレフォンアナウンサー
- JAPANロッケフェスティバル（2010年10月18日 - 12月20日）
- ヤマサキパン（2010年10月18日 - 2011年4月1日、月 - 木）[25]
- とんねるずのみなさんのおかげでした
  - トークダービー - 解答者（2010年11月25日）
  - 女子アナの料理対決「俺のキッチンスタジアム」（2011年7月14日、9月15日、12月22日）
  - いい旅オネエ気分（2012年5月31日、9月6日）
  - ナンデーモーニング（2015年8月13日）
  - 山崎アナ、家具を買う!（2015年10月22日）
  - モジモジくん夏の女子アナ祭り（2016年8月18日）
- ゲームセンターCX 有野の挑戦 第15シーズン#134、#135 たまゲーのコーナー、ゲームセンターCX NEWS（2012年1月26日・2月9日） - 代役ナレーション
- 近藤夏子のオールナイトニッポンR（2011年2月26日、ニッポン放送）- ゲスト出演
- 1年1組平成教育学院 来たぞ新学期!チームの絆で目指せ全員合格SP（2011年4月17日） - 解答者（「めざましテレビ」チーム）
- 天使の美容室〜髪が乾くまで…〜（2011年4月 - 2011年9月） - MC
- 土曜プレミアム『新ジャンクSPORTSトーク復活祭り!』（2011年11月12日） - MC
- 爆笑そっくりものまね紅白歌合戦スペシャル
  - ものまね演者（2011年9月27日 - 2012年9月21日）
  - 司会（2014年11月4日）
- BSフジNEWS（2011年10月 - 2012年3月25日） - 日曜昼担当
- 世にも奇妙な物語 '12 春の特別編 (2012年4月21日)  - イカ男に遭遇するOL 役
- 笑福亭鶴瓶 日曜日のそれ よるばん〜フジテレビvsニッポン放送アナウンサー交流戦〜（ニッポン放送、2012年6月17日） - 倉田大誠と共にゲスト出演
- 第4回AKB48選抜総選挙生放送スペシャル（2012年6月6日）
- 1億3千万人が選ぶアニメ&ドラマ&映画名セリフベスト20（2012年12月24日）
- ジェネレーション天国（2013年1月28日 - 2014年3月10日） - 司会
- ぶらぶらサタデー（2013年4月13日）
- ソモサン・セッパ!（2013年5月11日） - 進行
- HERO 第10話（2014年9月15日） - 本人 役
- してみるテレビ!教訓のススメ（2014年10月24日 - 2015年3月20日） - 進行
- 金バク!（岡山放送）（2014年12月5日） - ゲスト
- ダウンタウンなう（2015年4月17日 - 2015年9月11日） - 進行
- 容疑者は8人の人気芸人（2015年4月18日） - 本人 役
- この話、凄くないですか?（2015年9月23日） - 天の声
- たけしのお笑い平成教育委員会夜間部（2016年4月8日） - 北野武先生の助手
- フルタチさん（2016年11月6日 - 2017年9月17日） - アシスタント
- モノシリーのとっておき〜すんごい人がやってくる!〜（2017年11月3日 - 2018年9月14日） - 司会
- ドリフ・バカ殿・志村友達大集合スペシャル!!（2020年12月28日） - スタジオ進行[26]

## 映画
- 踊る大捜査線 THE FINAL 新たなる希望（2012年） - TVキャスター役

## 書籍
- sarayuki（東京ニュース通信社、2012年10月）ISBN 978-4863362673

同期入社の細貝沙羅とコンビを組んだパーソナルブック。同社の『B.L.T.』の記事に未公開カットを加えたもの。

## 同期入社
- 谷岡慎一
- 木下康太郎
- 細貝沙羅（人事部へ異動）